# Minden másodperc számít
A Minden másodperc számít (angol címe, Every Second Counts) egy irodalmi önéletrajz a kerékpáros Lance Armstrongtól és Sally Jenkinstől, amit 2004-ben adtak ki Magyarországon.
A könyv egészen az 1999-es Tour de France-tól 2003-ig bezárólag ír Armstrong pályafutásáról.

## Magyarul
- Lance Armstrong–Sally Jenkins: Minden másodperc számít. A többszörös Tour de France-győztes önéletrajzi vallomása sportról, családról, életről és halálról; ford. Horváth Beatrix; Alexandra, Pécs, 2004

## Külső hivatkozások
- Lance Armstrong hivatalos oldala (angolul)
- Lance Armstrong Alapítvány oldala (angolul)
- Hivatalos LIVESTRONG oldal (angolul)